# Rättikspindling
Rättikspindling (Cortinarius betuletorum) är en svampart som beskrevs av M.M. Moser ex M.M. Moser 1967. Cortinarius betuletorum ingår i släktet Cortinarius och familjen spindlingar.   Inga underarter finns listade i Catalogue of Life.
I den svenska databasen Dyntaxa används istället namnet Cortinarius raphanoides för samma taxon.  Arten är reproducerande i Sverige.